# Dzonot Aké
Dzonot Aké är en ort i Mexiko.   Den ligger i kommunen Tizimín och delstaten Yucatán, i den östra delen av landet, 1 200 km öster om huvudstaden Mexico City. Dzonot Aké ligger 15 meter över havet och antalet invånare är 442.
Terrängen runt Dzonot Aké är mycket platt. Runt Dzonot Aké är det glesbefolkat, med 16 invånare per kvadratkilometer. Dzonot Aké är det största samhället i trakten. Trakten runt Dzonot Aké består till största delen av jordbruksmark.